# シヤチハタ
シヤチハタ株式会社（シャチハタ、英: Shachihata Inc.）は、愛知県名古屋市西区に本社を置く、印章・スタンプ・文房具等を製造販売する企業である。

## 概要
1965年にシヤチハタ工業株式会社（当時）がインキ浸透印の開発に成功し市場に広く普及、インキ浸透印の最大手に成長した。この事から、「シヤチハタ」がインキ浸透印の代名詞となった。正式な商品名は、Xスタンパーである。

## 沿革

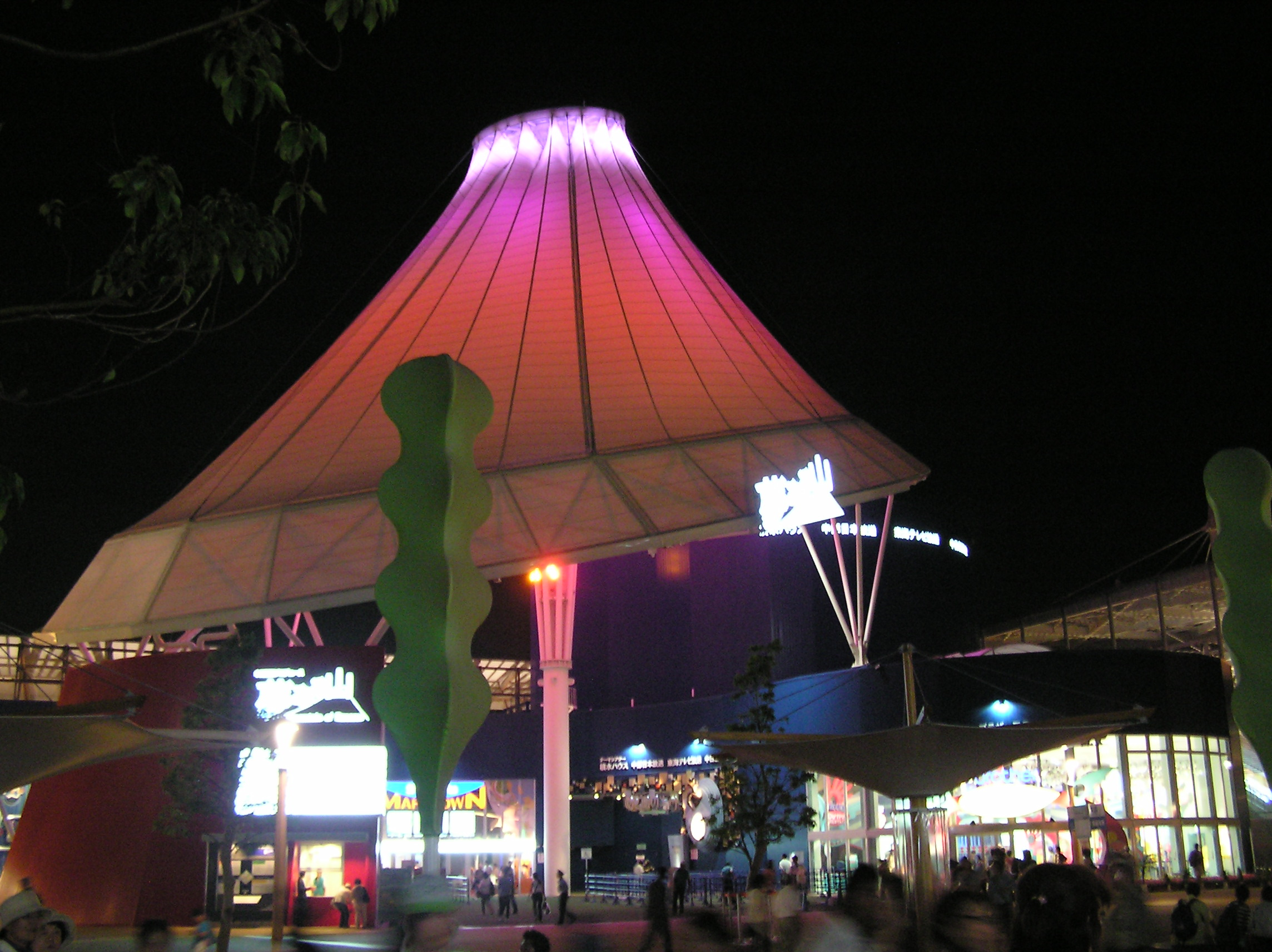
愛知万博のパビリオン「夢見る山」の夜バージョン

- 1925年（大正14年）1月 - 名古屋市で前身の舟橋商會が創業[2]。インク補充不要のスタンプ台「萬年スタンプ臺(台)」の販売を開始[3]。
- 1940年（昭和15年）12月 - 販売部門の新会社、シヤチハタ商事を設立[2]。
- 1941年（昭和16年）9月 - 舟橋商會の社名をシヤチハタ工業に変更[2]。
- 1959年（昭和34年）2月 - セントラル事務機設立[2]。
- 1960年（昭和35年） - 名古屋市西区那古野2-12-10に本社ビルを新築。
- 1965年（昭和40年）11月 - 看板商品となるインキ浸透印「Xスタンパー」発売[2]。
- 1992年（平成4年） - CIの導入に伴いロゴを現在のものに一新（ロゴ内のシヤチハタの文字の表示は消えて英字のShachihataになる）[3]。
- 1999年（平成11年）10月 - シヤチハタ工業とシヤチハタ商事が合併し、社名をシヤチハタ株式会社に改称[2]。
  - 12月 - 本社を現在地に移転[2]。
- 2005年（平成17年） - EXPO2005日本国際博覧会（愛・地球博）・夢見る山に出展参加[3]。
- 2008年（平成20年）10月 - 子会社のシヤチハタマテリアル株式会社を吸収合併[2]。
- 2012年（平成24年）3月 - 子会社の株式会社東京ポーラスは社名をシヤチハタテクノ株式会社に改称[2]。

## ブランド名の由来
当初は、日の丸旗（ハタ印）がトレードマークであった。しかし、広告業界から日の丸を登録商標にしてはならないとの反発を受け、創業者である舟橋金造の、名古屋のシンボルは名古屋城の金鯱であるとの判断から、シャチホコが描かれた旗に変更した。これがシヤチハタ というブランド名の由来とされる。

### 表記
社名の正式な日本語表記は「シヤチハタ」であり、小字を用いた「シャチハタ」ではない。この表記は、ロゴとしてバランスを取るためというデザイン上の理由で継続されている。

## インキ浸透印
印面はスポンジ状の多孔質ゴムで出来ており、内部にインキを染込ませることで朱肉やスタンプ台なしでの押印を可能にしている。製法は、ゴム、カーボン、食塩を練りこんだ原料を型につめて成形し、煮熟することで内部の食塩を溶かし、多孔質のスポンジ状印面をつくる。
浸透印タイプの印章は公文書などへの使用は認められていないことが多い。これは、素材がゴムであるため押し方や経年変化による劣化などにより同一スタンプでも印影が変わる可能性があること、時間が経過するとインキが薄くなること、大量生産であるために別のスタンプでも同じ形状の文字が押印できること、などが理由である。
代表的な使用例としては、社内での確認印や、宅配便の受取印、認印などである。希少苗字の印の特注もできる。

## 代表的な商品
印章・スタンプ
- Xスタンパー

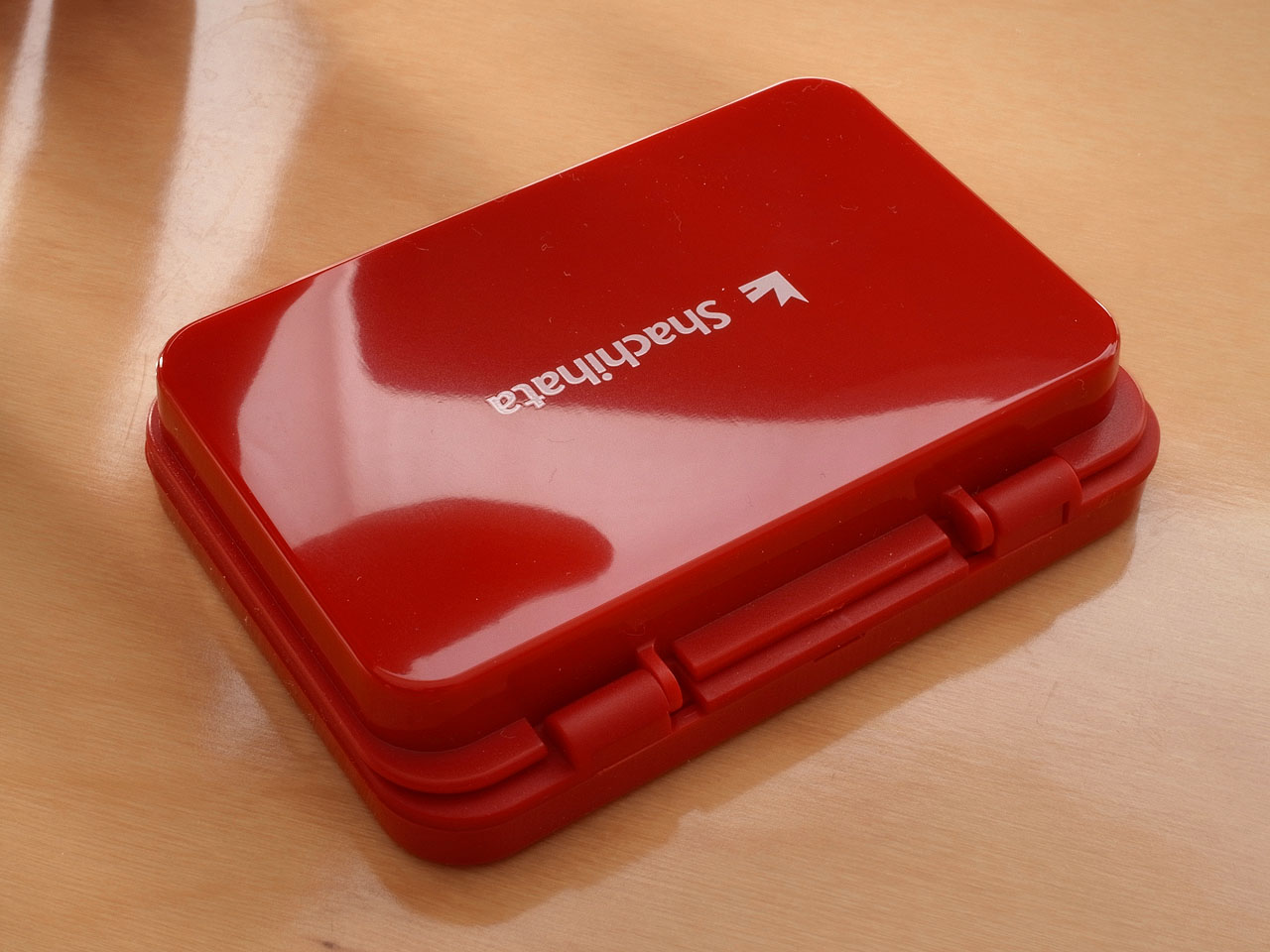
スタンプ台

- ネームペン（印章とボールペンの組み合わせ商品）
- 回転印（データーネーム・データースタンプ）
- サインペン（アートライン）
- 電子印鑑（デジタルネーム・パソコン決裁）
- 特殊インキ（TATタート）
- スタンキー（QRコードスタンプ）

筆記具
- Artline「アートライン」（油性マーカーペン・ホワイトボードマーカーペン「乾きまペン」）
- POPMATE「ポップメイト」（水性顔料マーカーペン）

## テレビ番組
- 日経スペシャル カンブリア宮殿 最強のブランドを作れ! ～自己否定から新商品が生まれる～（2010年12月16日、テレビ東京）[7]

## スポンサー番組

### 現在
- 無し

### 過去
- クイズグランプリ（フジテレビ系） - 番組本選出場者に参加賞として同社製品が贈呈された。
- 金曜女のドラマスペシャル（フジテレビ系）
- 開運!なんでも鑑定団（テレビ東京系）
- 草野仁のTVアゲイン（テレビ東京系）
- 日経スペシャル カンブリア宮殿（テレビ東京系）
- 出没!アド街ック天国（テレビ東京系）
- NNNきょうの出来事（日本テレビ系）
- スーパーテレビ情報最前線（日本テレビ系）
- JNN報道特集（TBS系）
- マゴベエ探偵団（名古屋テレビ制作・テレビ朝日系）
- 水曜特バン!（テレビ朝日系）
- たけしの万物創世紀（朝日放送制作・テレビ朝日系）
- 金曜テレビの星!（TBS系）
- ZIP!（日本テレビ系、木曜7時台前半ナショナルセールス枠「UP DATE」→「ZIP!NEWS 7」のコーナー）※2013年10月より提供開始、2019年9月まで。
- AKBINGO!（日本テレビ系）
- 報道STATION（テレビ朝日系）※2022年4月〜6月まで。月曜日のみ。
- news zero（日本テレビ系）※2022年4月〜6月まで。水曜日のみ。 など

## CMに起用された人物
- 大野しげひさ - 「シヤチハタネーム」のCMに出演。同商品の知名度向上に貢献した。シヤチハタ提供の「マゴベエ探偵団」にも出演していた。
- 石田夏子 - 「ネームペン」のCMに出演。
- 清水美砂 - 「シヤチハタボールペン」のCMに出演。
- 唐沢寿明 - 「電子印鑑」のcmに出演。

## 国内関連会社
- シヤチハタテクノ株式会社
- シヤチハタビジネスアンドカスタマーサポート株式会社
- シヤチハタエンジニアリング株式会社